# 阿特拉哈西斯
阿特拉哈西斯（Atrahasis）是西元前18世紀，3塊以阿卡德語記載的泥板史詩主角。阿特拉哈西斯在美索不達米亞的「大洪水傳說」中登場，是相當於希伯來聖經「創世記」第6章以下收載的「諾亞方舟」主角諾亞的人物。

## 稱號
阿特拉哈西斯是阿卡德語的「智者」「極具智慧者」，原本稱為阿特拉姆哈西斯< Atra-m-hasis > 。除了「阿特拉哈西斯史詩」以外，也在美索不達米亞的各篇神話中以不同姓名出現，以下所示者基本上都是同一位人物。
例如，於「吉爾伽美什史詩」中，他被稱為烏特納匹什提姆，亦即古巴比倫語的「看見生命者」之意的變體。除了烏特納匹什提姆等名稱外，他也被稱為朱蘇德拉，即蘇美語大洪水傳說中「永遠的生命」「永續的生命」之義。
希臘化時代時，由貝羅索斯（Berossus）的希臘語版「巴比倫史」中，被以朱蘇德拉的希臘語化名稱西蘇特羅斯稱呼之。

## 概要
- 亞述版本：亞述巴尼拔圖書館（尼尼微）所發現。
- 烏加里特發現阿特拉哈西斯史詩的斷片。
- 恩利爾被描寫為一個討厭、反覆無常的神明，而恩基則善良且樂於助人。

### 年表
- 1876年，考古學者喬治·史密斯首先翻譯了 The Chaldean Account of Genesis[6]。
- 1899年，Heinrich Zimmern 表示主角名稱應為Atra-Hasis。
- 1991年，考古學者史蒂芬·戴利（Stephanie Dalley）表示，阿特拉哈西斯與希臘神話中引起洪水的杜卡利翁之父普羅米修斯名字有所相似之處[7]。
- 1965年，W. G. Lambert、A. R. Millard（英语：Alan Millard）[8]發表了包含古巴比倫版（西元前1650年）的資料[9]。
- 1992年，Walter Burkert[10]論及與荷马史诗「伊利亚特」的關聯性。

### 故事梗概

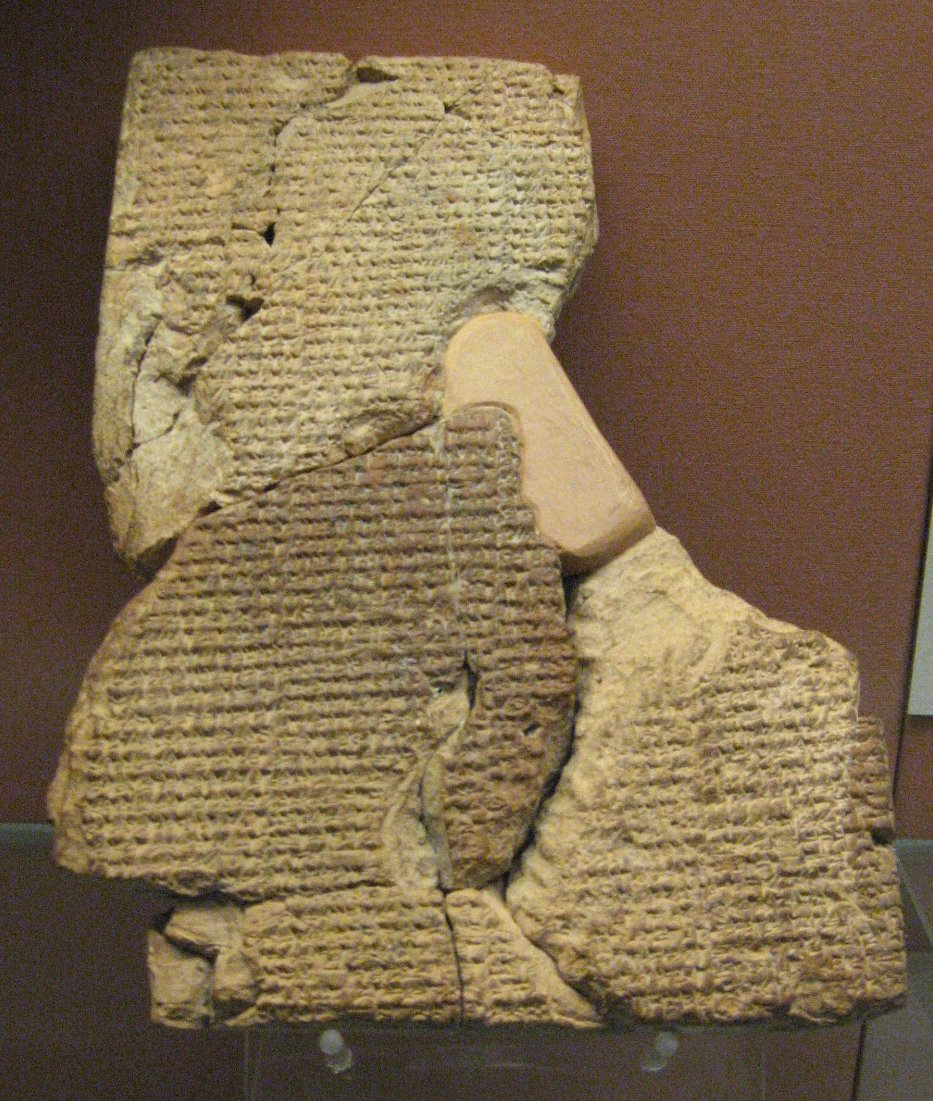
楔形文字泥版（大英博物館）

關於上述的3塊泥版。

#### 泥版 1
安努（天）、恩利爾（風）、恩基（水）創造宇宙（創造神話 ）
恩利爾指派下位神祗務農、治水。40年後，下位神祗發生叛亂。恩基便提議創造人類來務農與治水。　
母神寧胡爾薩格由混合了死去的智慧之神Geshtu-e血肉的黏土創造人類。神明在黏土中混了唾液。10個月後，人類誕生。　

#### 泥版 2
人間的人口過剩，恩利爾為了減少人口每1200年便使人間發生饑荒與旱災。恩利爾最後決定引起一場破壞人間的大洪水。

#### 泥版 3
吉尔伽美什史诗：泥版 11亦有記載。
恩基為此而下凡，告訴舒鲁帕克的阿特拉哈西斯，把房子解體造船，並告訴他在恩利爾的洪水中成功避難的方法。阿特拉哈西斯將他的家族、動物送上船隻，緊閉門窗以度過大洪水。暴風雨與洪水發生的七日後，阿特拉哈西斯向神明獻上犧牲。恩利爾雖然對於恩基洩漏他的秘密有所咎責，但最後和解。

### 腳注
1. ↑  Lambert & Millard (1999).
2. 1 2  矢島 (1982).
3. ↑  矢島 (1998).
4. 1 2 3  月本 (1996).
5. 1 2  岡田 & 小林 (2008).
6. ↑  Smith, George. . New York: Scribner, Armstrong & Co. 1876. OCLC 670298366.
7. ↑  Dalley (编). . New York: Oxford University Press. 1991.
8. ↑  Lambert; Millard. . 1965.
9. ↑  Lambert; Millard. . Oxford. 1969.
10. ↑  Burkert. . Harvard. 1992: 88–91.
11. ↑  Green, Margaret Whitney,  (PhD dissertation), University of Chicago: 224, 1975

### 文獻
- Lambert, W. G.; Millard, A. R. . Eisenbrauns. 1999. ISBN 1-57506-039-6. OCLC 716717731.
- Laessoe, Q. . Biblioteca Orientalis. 1956, 13: 90–102.
- Tigay, Jeffrey H. . Philadelphia: University of Pennsylvania Press. 1982. ISBN 0-8122-7805-4. OCLC 804000447.
- 矢島, 文夫. . 世界の神話. 筑摩書房. 1982-07-09. ISBN 4-480-32901-3. OCLC 673828844. 82052721.
- . ちくま学芸文庫. 筑摩書房. 1998-02-10. ISBN 4-480-08409-6. OCLC 675909060. 98083316.
- . 岩波書店. 1996-01-30. ISBN 4-00-002752-2. OCLC 674771298. 96043536.
- 岡田, 明子; 小林, 登志子. . 中公新書. 中央公論新社. 2008-12. ISBN 978-4-12-101977-6. OCLC 675632527. 21546869.